# Enclave di foresta pluviale della Caatinga
Le enclave di foresta pluviale della Caatinga sono una ecoregione definita dal WWF (codice ecoregione: NT0106) che raggruppa alcune enclave di foresta pluviale di altitudine (localmente noti come "brejos de altitude") circondate dalla foresta secca della caatinga e dalle praterie del cerrado, nel Nord-Est del Brasile.

## Territorio
L'ecoregione raggruppa quattro enclave di foresta che sorgono sugli altopiani Chapada do Araripe, Serra de Ibiapaba, Serra de Baturité e Serra da Borborema, nel Nord-Est del Brasile, ad altitudini comprese tra 600 e 800 m s.l.m., con una superficie complessiva di 4.920 km2. Facendo da barriera agli alisei carichi di umidità provenienti dall'Atlantico, queste formazioni favoriscono abbondanti precipitazioni (1200–2000 mm/an) dando vita a veri e propri "isolotti" di foresta atlantica all'interno della vasta superficie semi-arida della caatinga. Si tratta di vere e proprie isole ecologiche, testimonianza di un passato non troppo lontano in cui l'intera regione era ricoperta da foreste umide. Queste foreste sono degli straordinari laboratori naturali per gli studi sulla speciazione, in cui popolazioni confinate di piante e animali si differenziano dando vita a nuove specie.

## Flora

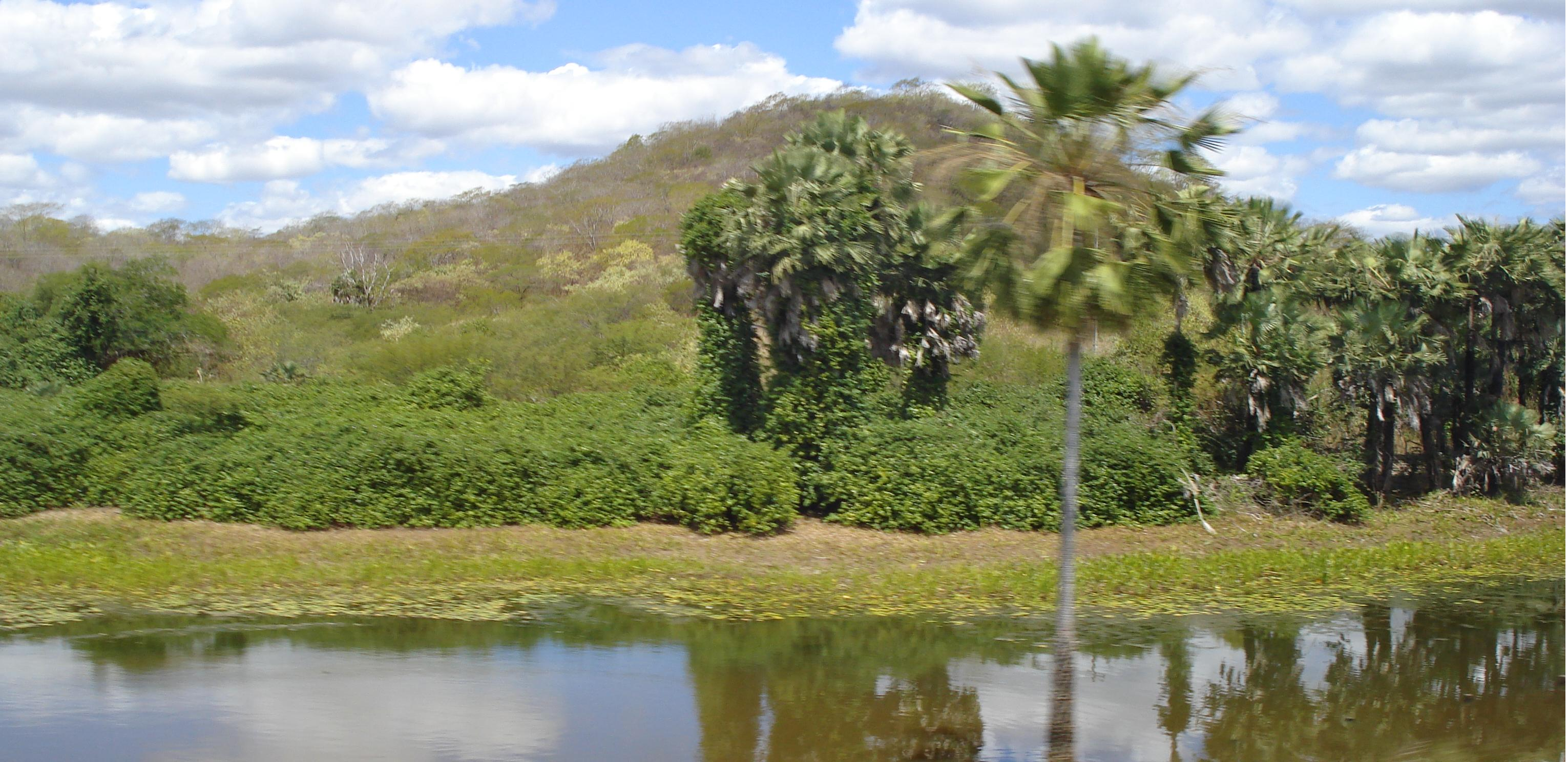
Paesaggio nei pressi di Ibaretama nello stato del Ceará

Queste foreste ospitano una notevole biodiversità: sono state censite oltre 900 specie di piante vascolari appartenenti in prevalenza alle famiglie Rubiaceae, Euphorbiaceae, Asteraceae e Orchidaceae.
Esempi di specie arboree confinate in queste enclave sono Podocarpus sellowii (Podocarpaceae), Prunus brasiliensis (Rosaceae) e Manilkara rufula (Sapotaceae).

## Fauna
Tra gli endemismi di questa ecoregione ci sono due rane, entrambe del genere Adelophryne: Adelophryne baturitensis, endemismo ristretto alla Serra de Baturité e Adelophryne maranguapensis, ristretto alla Serra de Maranguape, distante pochi chilometri.
Tra gli uccelli merita una citazione il manachino dell'Araripe (Antilophia bokermanni), un passeriforme endemico della Chapada do Araripe.

## Conservazione
Le condizioni climatiche più favorevoli, hanno fatto su questi altopiani ci sia una densità abitativa decisamente maggiore rispetto a quelle della circostante caatinga. Di conseguenza la superficie delle foreste di questa ecoregione si è andata progressivamente riducendo a causa della pressione antropica: la superficie attualmente esistente è meno del 10% di quella originaria.